# ГЕС Айморес
ГЕС Айморес (порт. Usina Hidrelétrica de Aimorés) – гідроелектростанція в Бразилії на межі штатів Мінас-Жерайс та Еспіриту-Санту. Знаходячись між ГЕС Багуарі (вище по течії) та ГЕС Машкареньяш, входить до складу каскаду на річці Ріо-Досі, котра впадає в Атлантичний океан за 80 км на північ від Віторії.
Для відведення води річку перекрили земляною греблею висотою 18 метрів та довжиною 565 метрів, яка потребувала 345 тис м3 матеріалу. Вона спрямовує ресурс у створений на лівобережжі дериваційний канал загальною довжиною 11,9 км, початкова частина якого протягом 6,6 км становить переважно штучну споруду, тоді як наступна ділянка створена з використанням рел’єфу і більше схожа на русло річки з островами та численними затоками. У трьох місцях утримувати канал допомагають дамби – найбільша з них, що має висоту 19 метрів та довжину 276 метрів, виконана як кам’яно-накидна споруда, тоді як дві інші (висотою 10 та 8 метрів і довжиною 112 та 130 метрів відповідно) є земляними. На завершальному етапі канал по всій ширині перекриває друга, на цей раз кам’яно-накидна, гребля, котра за своїми параметрами перевершує зведену в руслі річки – вона має висоту 25 метрів, довжину 1015 метрів і потребувала 741 тис м3 матеріалу. 
Зазначені вище споруди утримують витягнуте по долині річки на 90 км водосховище з площею поверхні 30,9 км2 (у випадку повені до 36,6 км2) та об’ємом 185 млн м3, максимальний операційний рівень поверхні якого становить 90 метрів НРМ (на випадок повені цей показник збільшується до 92 метрів НРМ). При цьому у нижньому б’єфі нормальним вважається коливання рівня води між позначками 60,5 та 62,5 метра НРМ, хоча у випадку повені можливий підйом до 71 метру НРМ.
На оберненій у бік річки стороні каналу облаштували бетонну водозабірну споруду та машинний зал. В останньому встановлено три турбіни типу Каплан потужністю по 112,3 МВт, які розраховані на роботу з напором від 18,75 до 29,35 метра (номінальний напір 25,8 метра). За проектом вони повинні виробляти майже 1,7 млрд кВт-год електроенергії на рік. Відпрацьована вода повертається у річку по відвідному каналу довжиною 0,2 км та шириною 77 метрів.
Під час спорудження комплексу загальний обсяг земляних робіт склав 2,8 млн м3, вибірка скельних порід досягла 1,6 млн м3, на зведення земляних та кам’яно-накидних споруд пішло 1,54 млн м3 матеріалу, крім того, використали 152 тис м3 бетону.
Видача продукції відбувається по ЛЕП, розрахованій на роботу під напругою 230 кВ.
Комплекс обладнаний рибоходом, який забезпечує нормальну міграцію риби через греблю.